# Dejan Ilić
Dejan Ilić (Leskovac, Serbia, 21 de marzo de 1976) es un exfutbolista serbio. Jugó de centrocampista y su último equipo fue el AEK Larnaca.

## Clubes
| Club                      | País      | Año       |
| ------------------------- | --------- | --------- |
| FK Zemun                  | Serbia    | 1995-1997 |
| Estrella Roja de Belgrado | Serbia    | 1997-2002 |
| FK Zemun                  | Serbia    | 2002-2003 |
| Estrella Roja de Belgrado | Serbia    | 2003      |
| FK Obilić                 | Serbia    | 2003-2004 |
| F. C. Istres              | Francia   | 2004-2006 |
| ND Gorica                 | Eslovenia | 2006      |
| Maccabi Tel Aviv F. C.    | Israel    | 2006-2007 |
| AEK Larnaca               | Chipre    | 2008      |